# Ronny Hoareau
Ronny Hoareau (ur. 20 marca 1983 w Victorii) – seszelski piłkarz grający na pozycji obrońcy, czternastokrotny reprezentant Seszeli, grający w reprezentacji w latach 2007-2015.

## Kariera klubowa
Hoareau karierę klubową rozpoczął w 2005 roku w rodzimym klubie Northern Dynamo FC.

## Kariera reprezentacyjna
Ronny Hoareau rozegrał w reprezentacji 14 oficjalnych spotkania; w żadnym z nich nie udało mu się zdobyć gola.